# Sarah Borwellová
Sarah Borwellová (* 20. srpna 1979) je současná britská profesionální tenistka, specialistka na čtyřhru (č.1 ve Velké Británii). Jejím nejvyšším umístěním na žebříčku WTA ve dvouhře bylo 199. místo (10. červenec 2006) a ve čtyřhře 75. místo (2. listopad 2009). Na okruhu WTA dosud nevyhrála žádný turnaj. Na okruhu ITF zvítězila na 3 turnajích ve dvouhře a 7 turnajích ve čtyřhře.

## Finálové účasti na turnajích WTA (0)
Žádného finále na WTA se neúčastnila.

## Vítězství na okruhu ITF (10)

### Dvouhra (3)
| Č. | Datum              | Turnaj    | Dotace   | Povrch    | Soupeřka ve finále      | Výsledek      |
| 1. | 19. březen, 2006   | Sheffield | 10 000 $ | tvrdý (h) | Nadja Romová            | 4-6, 6-1, 6-4 |
| 2. | 21. červenec, 2007 | Frinton   | 10 000 $ | tráva     | Jade Curtisová          | 6-4, 1-6, 6-3 |
| 3. | 23. březen, 2008   | Bath      | 10 000 $ | tvrdý (h) | Stéphanie Vongsouthiová | 6-4, 7-6(5)   |

### Čtyřhra (7)
| Č. | Datum              | Turnaj     | Dotace    | Povrch      | Partnerka                | Soupeřky ve finále                             | Výsledek         |
| 1. | 24. říjen, 2004    | Bolton     | 10 000 $  | tvrdý (h)   | Emily Webleyová-Smithová | Hannah Collinová Anna Hawkinsová               | 7-5, 1-6, 6-2    |
| 2. | 7. srpen, 2005     | Vancouver  | 25 000 $  | tvrdý       | Sarah Riskeová           | Lauren Barnikowová Antonia Maticová            | 6-4, 3-6, 7-6(0) |
| 3. | 9. listopad, 2007  | Port Pirie | 25 000 $  | tvrdý       | Courtney Nagleová        | Daniella Dominikovicová Emily Hewsonová        | 6-2, 6-2         |
| 4. | 22. únor, 2008     | Capriolo   | 25 000 $  | koberec (h) | Kelly Andersonová        | Darija Juraková Ivana Lisjaková                | 7-6(7), 6-4      |
| 5. | 10. květen, 2008   | Irapuato   | 25 000 $  | tvrdý       | Robin Stephensonová      | Stefania Boffová Nikola Franková               | 6-4, 3-6, 10-4   |
| 6. | 12. červenec, 2008 | Felixstowe | 25 000 $  | tráva       | Courtney Nagleová        | Nikola Franková Anna Hawkinsová                | 7-5, 6-3         |
| 7. | 23. listopad, 2008 | Odense     | 100 000 $ | koberec (h) | Courtney Nagleová        | Gabriela Chmelinová Mervana Jugićová-Salkićová | 6-4, 6-4         |

## Fed Cup
Sarah Borwellová se zúčastnila 8 zápasů ve Fed Cupu za tým Spojeného království s bilancí 4-3 ve čtyřhře.

## Postavení na žebříčku WTA na konci sezóny

### Dvouhra
| Rok    | 2002 | 2003   | 2004   | 2005   | 2006   | 2007   | 2008   | 2009   |
| Pořadí | 744. | ▲ 349. | ▼ 417. | ▲ 331. | ▲ 218. | ▼ 264. | ▼ 363. | ▼ 829. |

### Čtyřhra
| Rok    | 2003 | 2004   | 2005   | 2006   | 2007   | 2008   | 2009  |
| Pořadí | 556. | ▲ 441. | ▲ 343. | ▲ 244. | ▼ 482. | ▲ 123. | ▲ 76. |